# Адамец, Даниил Иванович
Дании́л Ива́нович Адаме́ц (укр. Данило Іванович Адамець; декабрь 1906, с. Босовка, Киевская губерния — май 1956, Сталино, Украинская ССР) — советский государственный и политический деятель. Член ВКП(б) с 1942.

## Биография
С 1923 года, окончив Совещанскую агропрофшколу (Киевская губерния), работал секретарём Босовского сельского Совета.
В 1925—1928 годах учился в Херсонском сельскохозяйственном институте, затем работал зоотехником Павловского районного земельного отдела; в 1932—1936 годах — зоотехником, старшим зоотехником фермы, районного колхозного Союза, Макеевского городского земельного отдела.
В 1940—1942 годах — заместитель председателя Исполнительного комитета Харцызского районного Совета (Сталинская область).
С 1942 по май 1946 года служил в РККА — Советской Армии; в августе 1945 года был парторгом 564-го стрелкового полка 195-й стрелковой Новомосковской дивизии в звании младшего лейтенанта.
После демобилизации — председатель Исполнительного комитета Харцызского районного Совета, с декабря 1949 по апрель 1954 года — 1-й секретарь Харцызского районного комитета КП(б) — КП Украины.
С марта 1954 по май 1956 года — председатель Исполнительного комитета Сталинского областного Совета, одновременно — кандидат в члены ЦК КП Украины.
Скончался в должности.

## Награды
- медаль «За оборону Кавказа» (1.5.1944)[3]
- медаль «За боевые заслуги» (2.10.1944)[4]
- медаль «За победу над Германией в Великой Отечественной войне 1941—1945 гг.»[2]